# بابلو أرماندو فرنانديز
بابلو أرماندو فرنانديز (بالإسبانية: Pablo Armando Fernández) (2 مارس 1929 في كوبا - 2021)؛ كاتب، شاعر وروائي كوبي.